# Sân bay Noto
Sân bay Noto (能登空港 Noto Kūkō) (IATA: NTQ, ICAO: RJNW), cũng chính thức được gọi là  Sân bay Wajima (輪島空港 Wajima Kūkō) là một sân bay nội địa ở thành phố Wajima trên bán đảo Noto của Ishikawa Prefecture, Nhật Bản.
Sân bay này được thiết kế là một sanbay hạng ba.

## Các hãng hàng không và các điểm đếns
- All Nippon Airways (Tokyo-Haneda)